# گلوزینگ
گلوزینگ (به آلمانی: Glüsing) یک شهر در آلمان است که در دیمارشن واقع شده‌است. گلوزینگ ۱۰۷ نفر جمعیت دارد.